# Thanatus lesserti
Thanatus lesserti är en spindelart som först beskrevs av Carl Friedrich Roewer 1951. 
Thanatus lesserti ingår i släktet Thanatus och familjen snabblöparspindlar. Inga underarter finns listade i Catalogue of Life.